# Автошлях B40 (Німеччина)
Федеральний автошлях 40 (B40, нім. Bundesstraße 40)  — автомобільна дорога в Німеччині. У попередні роки вона вела із Саарбрюккена через Кайзерслаутерн, Майнц і Франкфурт-на-Майні до Фульди.
Тим часом цю федеральну трасу майже на всій колишній трасі замінили федеральні автобани A6, A63 і A66 або замінять у найближчі роки. Лише три короткі ділянки досі вважаються федеральними дорогами:
- від розв'язки автомагістралі Майнц-південь через місто Майнц і район Майнц-Кастель у Вісбадені до Гохгайма (A671)
- від Гохгайм-північ (A671) до Вайльбаха (B519)
- від розв'язки Кріфтелера (A66) до перехрестя Франкфурт-Грісхайм з Майнцер Ландштрассе (вже схоже на автомагістраль, чотирисмугове розширення)